# 李又汝
李又汝（1989年8月19日—），本名李靖茹，出生於台灣高雄市，畢業於岡山農工家政科，正修科技大學休閒與運動管理學系，曾經參加合唱團。第25屆亞洲電視大獎最佳女主角得主。

## 生平
李又汝在小時候靠父母辛勤賣紅豆餅養大，為了不增加家裡的經濟負擔，半工半讀完成學業。李又汝的媽媽因罹患癌症過世，在病榻的媽媽曾對李又汝說，這輩子覺得最遺憾的事，就是從來沒有為自己活過，鼓勵李又汝要為自己的夢想而活。所以李又汝決定「給自己一個機會，勇敢去追求自己的演藝夢想」  。
於西元2006年參加《我愛黑澀會》至今，除了演戲以外，還與幾位音樂人共組「Dream House樂團」，擔任主唱 。
在《我愛黑澀會》時期，藝名為『檸檬』，進入鳳凰藝能經紀公司，演出《廉政英雄》時期，藝名改用本名李靖茹，直至西元2016年初才改為現今藝名李又汝。

## 主持作品

### 節目主持
- 民視《流行新勢力》外景主持人

### 活動主持
- 高雄燈會—民俗藝術展演舞臺
- 33廚房簽書會
- 樂媽咪料理教室
- 婚禮主持以及演唱

## 電視劇
| 年份   | 頻道       | 劇名               | 角色          |
| 2013年 | 三立都會台 | 《有愛一家人》     | 記者          |
| 2015年 | 民視       | 《廉政英雄》       | 潘欣蓓        |
| 2016年 | 東森綜合台 | 《我和我的十七歲》 | 便利商店店長  |
| 2016年 | 大愛電視台 | 《家有滿子》       | 林心慧        |
| 2016年 | 民視       | 《新娘嫁到》       | 秘書          |
| 2016年 | 民視       | 《春花望露》       | 婷婷          |
| 2017年 | 民視       | 《媽媽不見了》     | 許明芬        |
| 2017年 | 大愛電視台 | 《生命桃花源》     | 李孟玲        |
| 2017年 | 民視       | 《實習醫師鬥格》   | 吳夢柔        |
| 2018年 | 民視       | 《微笑。淚》       | 雪瑜          |
| 2018年 | 民視       | 《大時代》         | 王天儀        |
| 2020年 | 民視       | 《多情城市》       | 周曉安        |
| 2020年 | 民視       | 《無主之子》       | 王小蘭        |
| 2022年 | 民視       | 《市井豪門》       | 李可馨 江可馨 |
| 2023年 | 大愛電視台 | 《搜尋者》         | 楊月          |
| 2024年 | 民視       | 《愛的榮耀》       | 林惠潔        |
| 2024年 | 大愛電視台 | 《你好，我是誰2》  | 林淑麗        |
| 2025年 | GOOD TV    | 《幸福宅一起》     |               |

## 微電影
- 創意產業數位電影-【LUNA】微電影 : 李又汝主演
- 創意產業數位電影-【心匠】微電影 : 李又汝主演
- 【嘗試幸福】微電影 : 李又汝主演
- 【益起夢】微電影 : 李又汝主演
- 晶宴微電影系列 李又汝主演
  - 【首部曲-愛戀馬卡龍篇微電影】
  - 【二部曲-遊艇求婚篇微電影】
  - 【三部曲-海底婚禮篇微電影】
  - 【四部曲-爵士婚禮篇微電影】
- 【有愛，夢想不是夢 !】微電影
- 【關鍵時客】第一集短篇概念影集
- 【暗夜血姬】微電影
- 【吳鳳吃遍台灣都不怕】微電影
- 【世界尋奇】文創短片
- 【仙境尋奇】兒童美創短片

## MV參演
- 翁立友《真心淚》（官方完整版）
- 鄭君威《今仔日》
- 余天vs王瑞霞《月光透歸暝》

## 音樂作品

### 詞曲創作
- 詞曲創作及演唱作品 :【手擁】_綠光音樂節 受邀演出、【晚安】、【七小時的想念】
- 演唱作品：『小幸運』 、『青春是』、『我的歌聲裡』、『小手拉大手』 、『香水味』、『新不了情』、『親密愛人』、『千言萬語、『手掌心』、『開始懂了』、『孤獨的總和』

## 公益活動
- 【失智的滋味？ 楊志良的體驗】共同關懷失智老人【衛生福利部】影片宣導
- 「博正兒童發展中心」舉辦的「感恩募款餐會」

## 廣告代言
- 光泉豆漿【小農篇 20"】
- 【溫妮烘被機】短片
- 龜甲萬
- 遠傳電信
- 秋雅青梅果食醋
- 隆美窗簾
- 【上海大眾汽車】短片
- 台北灣6期【江南大宅】短片
- 豐力富幼兒奶粉
- 乳酸君棒棒
- 福斯汽車
- 農委會【國產牛可追溯QR CODE】宣導短片
- 【凌群租屋通】形象短片
- 3M觸控式熱飲機
- 景岳生技【樂亦康雙健字號】
- 【有巢氏房屋】「綽號篇」
- 三商美邦人壽【生命中最強後盾】
- 2014【華歌爾】「雙記型」被記住篇
- 高露潔【抗敏專家】牙膏
- 光泉米漿【花生堅果篇 10"】［南法香頌2018週年慶篇］、［李又汝代言］

## 綜藝節目
| 播出頻道          | 節目名稱         |
| Channel [V]娛樂台 | 《我愛黑澀會》   |
| JET綜合台         | 《命運好好玩》   |
| 香蕉直擊台        | 《戲粉俱樂部》   |
| 衛視中文台        | 《歡樂智多星》   |
| 緯來綜合台        | 《來自星星的事》 |
| 民視無線台        | 《綜藝大集合》   |
| 民視無線台        | 《美鳳有約》     |
| 民視無線台        | 《舞力全開》     |
| 民視無線台        | 《新年發發發》   |
| 民視無線台        | 《流行新勢力》   |
| 中視、三立都會台  | 《綜藝玩很大》   |
| 中視              | 《飢餓遊戲》     |

## 參賽
| 年 份  | 獎 項                                                |
| ------ | ---------------------------------------------------- |
| 2015年 | - 民視《舞力全開》「第二屆明星舞王舞后爭霸賽」第六名 |

## 獎項紀錄
| 年份   | 頒獎典禮           | 獎項                       | 片名         | 角色   | 結果 |
| ------ | ------------------ | -------------------------- | ------------ | ------ | ---- |
| 2020年 | 第55屆金鐘獎       | 迷你劇集／電視電影女主角獎 | 《無主之子》 | 王小蘭 | 提名 |
| 2020年 | 第25屆亞洲電視大獎 | 最佳女主角獎               | 《無主之子》 | 王小蘭 | 獲獎 |

## 外部連結
- 李又汝的Facebook專頁
- 李又汝的Instagram帳戶
- 李又汝的新浪微博
- 鳳凰藝能－李又汝 （页面存档备份，存于）
- 李又汝在互联网电影资料库（IMDb）上的資料（英文）
- YouTube上的李又汝頻道